# Kiihtelysvaara
Kiihtelysvaara var en kommun i landskapet Norra Karelen i Finland. Kommunen hade 2 687 invånare (2004), på en yta av 530,85 km².
Den 1 januari 2005 förenades Kiihtelysvaara jämte Tuupovaara med Joensuu stad.
Kiihtelysvaara var enspråkigt finskt.

## Politik

### Mandatfördelning i Kiihtelysvaara kommun, valen 1976–2000
| 1 | 5 | 2 | 10 | 2 | 1 |

| 1 | 6 | 2 | 9 | 2 | 1 |

| 6 | 3 | 10 | 1 | 1 |

| 7 | 2 | 10 | 1 | 1 |

| 7 | 2 | 9 | 1 | 2 |

| 7 | 1 | 10 | 2 | 1 |

| 8 | 11 | 2 |

## Kända personer från Kiihtelysvaara
- Aino-Inkeri Notkola (1903–1999), skådespelare